# Soffredi del Grazia
Soffredi del Grazia (Pistoia, 1240 circa – Pistoia, 1297) è stato uno scrittore e notaio italiano del XIII secolo.

## Biografia
Figlio di Contessa di Iacopino e di Grazia di Soffredi, appartenenti alla famiglia dei nobili Borghesi, svolse a Pistoia attività di notaio partecipando attivamente alla vita politica della città.
Recatosi nel dicembre del 1275 a Provins si dedicò alla traduzione in volgare dei trattati di filosofia di Albertano da Brescia (già tradotti nel 1268 da Andrea da Grosseto) che risultano trascritti a Pistoia nel 1278.